# Парламентские выборы в Албании (2021)
Парламентские выборы в Албании 2021 года прошли 25 апреля.
На 140 мест в парламенте Албании претендовали 12 партий и коалиций. В результате победу вновь одержала Социалистическая партия Албании.

## Избирательная система
140 членов парламента избираются в 12 многомандатных избирательных округах, соответствующим 12 областям страны, по открытым (партийным) спискам с использованием пропорционального представительства (с использованием национального избирательного барьера в 1 %) с местами, распределёнными с использованием метода д’Ондта.
Демографические изменения привели к некоторым изменениям количества мест для некоторых округов: Тирана получила два места, а Дибра и Гирокастра потеряли места.

## Предвыборная обстановка
На предыдущих парламентских выборах в 2017 году Социалистическая партия получила большинство с 74 из 140 мест. На втором месте оказалась Демократическая партия (ДП) с 43 мандатами. В 2018 году в стране начались массовые акции оппозиции, обвинявших правительство в коррупции и связях с организованной преступностью. В феврале 2019 года свыше 60 депутатов от ДП и её союзников в знак протеста покинули парламент, требуя проведения досрочных выборов без участия в них Эди Рамы. В апреле была создана коалиция объединённой оппозиции во главе с Демократической партией, в которую также вошли Социалистическое движение за интеграцию, Республиканская партия Албании, Движение за национальное развитие, Партия объединения за права человека, Аграрная партия, Партия за справедливость, интеграцию и единство. В том же 2019 году объединённая оппозиция отказалась участвовать в местных выборах, обвинив правительство и премьер-министра в подкупе голосов, запугивании избирателей и связях с преступными организациями, что привело к получению Социалистической партией большинства на предыдущих выборах. Явка составила лишь 22,9 %, зато социалисты смогла выиграть посты мэров в 57 муниципалитетах из 61.
За год до выборов 2021 года албанский парламент пошёл на существенные изменения в избирательной системе страны путём внесения поправок в несколько статей Конституции. Правящая Социалистическая партия была обвинена объединённой оппозицией в нарушении соглашения о законах о выборах, которое они ранее достигли. В ответ социалисты заявлили, что изменения были внесены в соответствии с общественным мнением, которое выступило за открытые списки кандидатов, чтобы каждый избиратель смог высказать свои предпочтения и что Албания вводит систему, хорошо известную и внедрённую некоторыми другими европейскими странами, такими как Хорватия, Словения, Нидерланды или Эстония, и отходит от старой системы, которая была уникальной в своём роде и не применялась где-либо ещё — даже несмотря на то, что ряд европейских стран используют пропорциональное представительство с закрытыми списками.

## Участники
Всего в Центральной избирательной комиссии было зарегистрировано 46 политических партий, из которых 5 партий баллотировались впервые. В выборах 25 апреля 2021 г. у избирателей будет возможность выбора участвовали 3 коалиции и 9 партий, а в некоторых округах также баллотировались пять независимых кандидатов. Крупнейшая оппозиционная партия страны, Демократическая, сформировала коалицию «Демократическая партия — Альянс за перемены», объединив силы с тринадцатью более мелкими партиями: Республиканская партия Албании, Партия за справедливость, интеграцию и единство,Экологическая аграрная партия, Движение за национальное развитие, Демохристианская партия Албании, Новый демократический дух, Партия единства в защиту прав человека, Движение за законность, Либерально-демократический союз, Христианско-демократическая партия, Албанский демократический союз и Партия правой либеральной мысли. Социалистическое движение за интеграцию, также находящееся в оппозиции, сформировала собственную коалицию под названием «Албания — Дом победителей». Правящая Социалистическая партия решила баллотироваться на выборах в одиночку, включив в свои списки некоторых кандидатов от других союзных партий.
| Название | Название                                    | Алб. аббр. | Идеология                | Полит. позиция | Лидер             |
| -------- | ------------------------------------------- | ---------- | ------------------------ | -------------- | ----------------- |
|          | Социал-демократическая партия Албании       | PSD        | Социал-демократия        | Левый центр    | Том Доши          |
|          | Албанский национальный фронт                | PBK        | Правый популизм          | Правый фланг   | Адриатик Алимадьи |
|          | Албанское демократическое движение          | PLDSH      | Либеральный консерватизм | Правый центр   | Мюслим Мурризи    |
|          | Демократические убеждения                   | BD         | Либеральный консерватизм | Правый центр   | Астрит Патози     |
|          | Коалиция альянса народных союзов            | ABEOK      | Либеральный консерватизм |                | Куйтим Гьюзи      |
|          | Социалистическое движение за интеграцию     | LSI        | Социал-демократия        | Левый центр    | Моника Кримади    |
|          | Хештег инициатива                           | NTH        | Антикоррупция            | Центр          | Эндрит Шабани     |
|          | Новое движение                              | LRE        |                          |                | Арьян Гальдини    |
|          | Демократическая партия — Альянс за перемены | PD–AN      | Либеральный консерватизм | Правый центр   | Люльзим Баша      |
|          | Новый демократический альянс                | ADR        |                          |                | Эдмонд Стойку     |
|          | Движение за перемены                        | LN         | Либеральный консерватизм | Правый центр   | Жозефина Топали   |
|          | Социалистическая партия Албании             | PS         | Социал-демократия        | Левый центр    | Эди Рама          |

## Опросы
| Организация                   | Дата                             | Выборка | PS                  | PD                | LSI         | PDIU        | PSD      | Другие      | Отрыв |        |        |   |        |      |
| ----------------------------- | -------------------------------- | ------- | ------------------- | ----------------- | ----------- | ----------- | -------- | ----------- | ----- | ------ | ------ | - | ------ | ---- |
| Организация                   | Дата                             | Выборка | Piepoli + Report TV | 24–27 ноября 2020 | 500         | 53 – 59%    | 30 – 34% | Другие      | Отрыв | 2 – 4% | 1 – 3% | – | 5 – 7% | +20% |
| MRB + Euronews Albania        | 22 декабря 2020 – 13 января 2021 | 1.600   | 41.8%               | 28.2%             | 10.3%       | 1.5%        | –        | 2.1%        | 13.6% |        |        |   |        |      |
| NOTO Sondaggi + Ora News      | 10 января – 19 января            | 2.000   | 42 – 46%            | 33 – 37%          | 9 – 13%     | 1 – 3%      | –        | 6 – 10%     | +5%   |        |        |   |        |      |
| Flame Tree Advisors + Syri TV | 8 января – 22 января             | 1.000   | 38.2%               | 33.6%             | 10.7%       | 2.5%        | –        | 2.8%        | 4.6%  |        |        |   |        |      |
| Piepoli + Report TV           | 19 января – 22 января            | 900     | 48 – 52%            | 31 – 35%          | 4 – 8%      | 2 – 4%      | –        | 1 – 9%      | +13%  |        |        |   |        |      |
| MRB + Euronews Albania        | 25 января – 12 февраля           | 1.600   | 39.9%               | 30.6%             | 9.1%        | 1.6%        | –        | 1.8%        | 9.3%  |        |        |   |        |      |
| IPSOS + Top Channel           | 10 февраля – 16 февраля          | 1.527   | 49.5%               | 39.3%             | 5.1%        | 0.2%        | 0.8%     | 5%          | 12.2% |        |        |   |        |      |
| Piepoli + Report TV           | 18 февраля                       | 800     | 47 – 51%            | 33 – 37%          | 4 – 8%      | 2 – 4%      | –        | 2 – 12%     | +10%  |        |        |   |        |      |
| Flame Tree Advisors + Syri TV | 1 февраля – 20 февраля           | 1.000   | 38.5% – 40.1%       | 33.9% – 36.8%     | 8.9% – 9.2% | 2.2% – 2.5% | –        | 1.5% – 4.6% | +1.7% |        |        |   |        |      |
| NOTO Sondaggi + Ora News      | 23 февраля                       | 2.000   | 41 – 45%            | 34 – 38%          | 8 – 12%     | 1 – 3%      | –        | 7 – 11%     | +3%   |        |        |   |        |      |
| GeoCartography + T7&GE        | 24 февраля – 8 марта             | 3.778   | 45.25%              | 42.55%            | 8.8%        | –           | –        | 3.54%       | 2.7%  |        |        |   |        |      |
| MRB + Euronews Albania        | 25 февраля – 9 марта             | 1.600   | 41.3%               | 30.8%             | 7.6%        | 1.3%        | –        | 1.1%        | 10.5% |        |        |   |        |      |
| IPSOS + Top Channel           | 3 марта – 9 марта                | 1.519   | 48.7%               | 40.6%             | 4.6%        | –           | 0.9%     | 5.1%        | 8.1%  |        |        |   |        |      |
| Piepoli + Report TV           | 17 марта                         | 1000    | 47 – 51%            | 37 – 41%          | 4 – 8%      | –           | 0 – 2%   | 1 – 10%     | +6%   |        |        |   |        |      |
| Flame Tree Advisors + Syri TV | 12 марта – 18 марта              | 1.000   | 38.9%               | 38.5%             | 9.2%        | –           | –        | 1.4%        | 0.4%  |        |        |   |        |      |
| NOTO Sondaggi + Ora News      | 12 марта – 22 марта              | 2.000   | 44.5 – 48.5%        | 41 – 45%          | 6 – 10%     | –           | 0 – 2%   | 0 – 2%      | +1%   |        |        |   |        |      |
| Piepoli + Report TV           | 23 марта – 28 марта              | 1000    | 47 – 51%            | 38 – 42%          | 4 – 8%      | –           | 0 – 2%   | 0 – 8%      | +5%   |        |        |   |        |      |
| MRB + Euronews Albania        | 17 марта – 31 марта              | 2.500   | 43%                 | 35.4%             | 5.2%        | –           | –        | 3.8%        | 7.6%  |        |        |   |        |      |
| IPSOS + Top Channel           | 29 марта – 31 марта              | 1.513   | 48.4%               | 39.3%             | 5%          | –           | 1.7%     | 5.5%        | 9.1%  |        |        |   |        |      |
| NOTO Sondaggi + Ora News      | 6 апреля                         | 2.000   | 44 – 48%            | 42 – 46%          | 6 – 10%     | –           | 0 – 1%   | 0 – 3%      | +1%   |        |        |   |        |      |
| Smith Research & Consulting   | 27 марта – 9 апреля              | 1.000   | 42.5%               | 44.7 %            | 11.3 %      | -           | -        | 1.5 %       | 2.2%  |        |        |   |        |      |
| MRB + Euronews Albania        | 1 апреля – 15 апреля             | 2.700   | 43%                 | 36.8%             | 5.8%        | –           | –        | 3%          | 6.2%  |        |        |   |        |      |
| NOTO Sondaggi + Ora News      | 16 апреля – 19 апреля            | 2.000   | 43.5 – 47.5%        | 42.5 – 46.5%      | 4 – 7.5%    | –           | 0 – 2%   | 1 – 5%      | +1%   |        |        |   |        |      |
| Flame Tree Advisors + Syri TV | 19 апреля                        | 1.000   | 42.1%               | 47.1%             | 9.4%        | –           | –        | 1.3%        | 5%    |        |        |   |        |      |
| IPSOS + Top Channel           | 18 апреля – 20 апреля            | 1.029   | 48.1%               | 43.6%             | 3.6%        | –           | 0.8%     | 3.4%        | 4.5%  |        |        |   |        |      |
| Smith Research & Consulting   | 23 апреля                        | 1.000   | 42.4%               | 46.1%             | 10.4%       | –           | –        | 1.1%        | 3,7%  |        |        |   |        |      |

## Результаты
Уже первый экзит-пол, проведённый Euronews, однозначно подтвердил победу Социалистической партии, отдав 46 % голосов кандидатуре Рамы, а Демократической партии — 42 %. 27 апреля Рама объявил о «самой красивой победе» и поблагодарил народ Албании «за то, что доверил мне руководить третьим сроком».
28 апреля 10 членов руководства Демократической партии призвали к отставке Люльзима Баша с поста лидера, заявив, что «поражению на выборах 25 апреля 2021 года Демократическая партия обязана своей деятельностью и, прежде всего, председателю Люльзима Баша! Он, среди прочего, погасил демократическую мечту сотен тысяч албанцев, проиграв две пары всеобщих выборов, передав центральное правительство, местное правительство и оппозицию в руки Эди Рама. Поэтому мы требуем немедленной и окончательной отставки председателя Демократической партии Люльзима Баша, генерального секретаря и заместителя председателя». В тот же день кандидат от Социалистического движения за интеграцию Моника Кримади поздравила «олигархов и банды, [потому что они] настоящие победители» и извинилась за неправильную избирательную стратегию, заявив при этом о подкупе голосов в Дурресе, Корче и Берате.
|                                                                        | Социалистическая партия                     | Эди Рама                 | 768 134   | 48,67  | ▲7,31 | 74  | ▬0    |  |  |  |  |
|                                                                        | Демократическая партия — Альянс за перемены | Люльзим Баша             | 622 187   | 39,43  | ▲8,80 | 59  | ▲13   |  |  |  |  |
|                                                                        | Социалистическое движение за интеграцию     | Моника Кримади           | 107 538   | 6,81   | ▼3,65 | 4   | ▼15   |  |  |  |  |
|                                                                        | Социал-демократическая партия               | Том Доши                 | 35 475    | 2,25   | ▼1,30 | 3   | ▲2    |  |  |  |  |
|                                                                        | Хештег инициатива                           | Панайот Соко             | 10 217    | 0,65   | новая | 0   | новая |  |  |  |  |
|                                                                        | Демократические убеждения                   | Астрит Патози            | 8239      | 0,52   | новая | 0   | новая |  |  |  |  |
|                                                                        | Движение за перемены                        | Жозефина Топали          | 7054      | 0,45   | новая | 0   | новая |  |  |  |  |
|                                                                        | Албанское демократическое движение          | Мюслим Мурризи           | 4705      | 0,30   | новая | 0   | новая |  |  |  |  |
|                                                                        | Новое движение                              | Арьян Гальдини           | 3767      | 0,24   | новая | 0   | новая |  |  |  |  |
|                                                                        | Новый демократический альянс                | Эдмонд Стойку            | 3232      | 0,20   | новая | 0   | новая |  |  |  |  |
|                                                                        | Албанский национальный фронт                | Адриатик Алимадьи        | 1946      | 0,12   | новая | 0   | новая |  |  |  |  |
|                                                                        | Коалиция альянса народных союзов            | Куйтим Гьюзи             | 1376      | 0,09   | новая | 0   | новая |  |  |  |  |
|                                                                        | Независимые                                 |                          | 4247      | 0,27   | новые | 0   | новые |  |  |  |  |
|                                                                        |                                             |                          |           |        |       |     |       |  |  |  |  |
| Недействительных голосов                                               | Недействительных голосов                    | Недействительных голосов | 83 059    | 5,00   | ▲3,02 |     |       |  |  |  |  |
| Всего                                                                  | Всего                                       | Всего                    | 1 661 176 | 100,00 |       | 140 | ▬     |  |  |  |  |
| Зарегистрировано / Явка                                                | Зарегистрировано / Явка                     | Зарегистрировано / Явка  | 3 588 869 | 46,29  | ▼0,46 |     |       |  |  |  |  |
|                                                                        |                                             |                          |           |        |       |     |       |  |  |  |  |
| Источник: KQZ Shqiper Архивная копия от 9 июля 2021 на Wayback Machine |                                             |                          |           |        |       |     |       |  |  |  |  |

## После выборов
По итогам выборов наибольшее число голосов получила Социалистическая партия Албании, получив тем самым уже в третий раз право формировать правительство. Лидер социалистов Эди Рама, выступая на митинге перед сторонниками в центре Тираны заявил, что хочет сделать Албанию в следующие 10 лет «балканским чемпионом в области туризма и агротуризма, энергетики и сельского хозяйства, а также в быстрых, качественных цифровых услугах».
Согласно выводам миссии наблюдения за выборами БДИПЧ ОБСЕ, парламентские выборы, в целом, были хорошо организованы, а кампания была «живой и инклюзивной». В то же время были сообщения о злоупотреблениях со стороны правящей партии. Верховный представитель Евросоюза по иностранным делам и политике безопасности Жозеп Боррель и еврокомиссар по вопросам расширения и политики добрососедства Оливер Вархели в совместном заявлении призвали немедленно расследовать все инциденты, по которым были вопросы, и отметили, что ЕС продолжит внимательно следить за развитием событий до финального утверждения результатов выборов.